# Jacques Cathelineau
Jacques Cathelineau   (Le Pin-en-Mauges, 5 de gener de 1759 - Saint-Florent-le-Vieil, 14 de juliol de 1793) va ser un líder de la Revolta de La Vendée durant la Revolució Francesa. Va ser conegut entre els seus seguidors com el sant d'Anjou.
Va ser un conegut venedor ambulant a Anjou. Quan es va abolir el Regne de França i es va establir la Primera República francesa, els revolucionaris van cometre atrocitats contra els civils de la Vendée durant el Regnat del Terror. Cathelineau va reunir un exèrcit de camperols lleials a la monarquia i a l'Església i va realitzar un aixecament contra els revolucionaris, capturant diversos pobles i castells, portant molts voluntaris a seguir-lo.
A mesura que la Guerra a la Vendée va anar creixent, Cathelineau va unir forces amb altres líders contrarevolucionaris i es va fer generalíssim de l'Exèrcit Reial i Catòlic. Va inspirar les seves tropes lluitant al seu costat en les primeres línies, que va ser la seva caiguda. L'estiu de 1793, mentre ell i els seus homes assaltaven la ciutat de Nantes, Cathelineau va ser abatut per un franctirador i va morir poc després. Sense el seu lideratge, els reialistes van ser derrotats i aviat es van separar en faccions diferents. Després de la restauració borbònica, en honor de l'heroisme i els sacrificis de Cathelineau, la seva família es va ennoblir.

## Biografia

### Vida primerenca
Nascut a Le Pin-en-Mauges, a les terres que ara formen el departament de Maine i Loira, es va fer molt conegut a Anjou, una regió per la qual va viatjar com a venedor ambulant i presumpte comerciant de mercaderies de contraban. Va ser un catòlic devot i va donar suport al paper tradicional de l'Església en la societat francesa. La seva gran força física, carisma i pietat li van permetre controlar el respecte dels seus companys vendeans.
En els primers anys de la Revolució, Cathelineau es va unir a la quantitat de camperols venecians refusats per la Constitució Civil del Clergat, els projectes de lleis i l'execució del rei Lluís XVI. Va recollir un exèrcit de camperols i va fer una guerra privada contra el govern de la Primera República Francesa.

## Rebel·lió
A mesura que la guerra es va desenvolupar, els vendeans es van encendre per les massacres i atrocitats comesos pels revolucionaris tant pel clergat catòlic com pels seus companys de vendée. El 10 de març de 1793, joves del districte de Saint-Florent-le-Vieil es van rebel·lar contra la Convenció nacional i van vèncer i van dispersar la força armada local. Després d'assabentar-se d'aquests fets, Cathelineau va sortir de la seva cabana, va reunir els seus veïns i els va convèncer que l'única manera d'acabar amb el Regnat del Terror era agafar armes i atacar obertament els republicans. Va prendre la iniciativa de reunir tots els homes físics del seu poble per enfrontar-se als republicans. El 12 de març, vint joves el van seguir, armant-se sense presses amb qualsevol arma que poguessin trobar i van marxar sobre Jallais, sonant l'alarma i reclutant una munió de camperols.

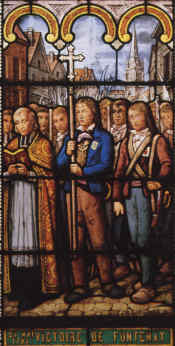
Batalla de Fontenay

Arribant a Jallais el 13 de març, defensat per 80 republicans i un canó, va capturar el castell i es va apoderar del canó, conegut pels vendeans com el "missioner". Aviat la ciutat de Chemillé també va ser capturada el 14 de març, i molts més voluntaris van venir a reforçar les tropes de Cathelineau. El 14 de març ja tenia 3.000 homes sota les armes i, amb l'ajuda de Jean-Nicolas Stofflet, va marxar a Cholet on va tornar a ser victoriós. Després es van unir a la força amb els altres líders venecians Charles de Bonchamps i Maurice D'Elbée. Cathelineau va continuar tenint una gran influència en els camperols a mesura que els realistes van capturar Vihiers i Cahlonnes. La campanya es va interrompre llavors, ja que els insurgents tornaven a casa per celebrar la Pasqua.
El 9 d'abril, les seves bandes van tornar a estar sota les armes, però va haver d'evacuar Chemillé i retirar-se a Tiffauges. Amb 3.000 homes, es va unir a Stofflet i va prendre Cholet, Vihiers i Chalonnes. Es va apoderar de Beaupréau el 23 d'abril i va guanyar la batalla de Thouars el 5 de maig. El 14 de maig, després del reemplaçament a La Châtaigneraie, els vendeans van ser derrotats a Fontenay-le-Comte pel general Alexis Chalbos el 16 de maig. Cathelineau va prendre represàlies derrotant els republicans a Montreuil-Bellay i Saumur el 9 de juny de 1793.
Després de la batalla de Saumur i de la presa de la ciutat, la insurgència havia agafat una importància tan gran que els líders reialistes van creure necessari assegurar l'acord de les seves operacions i donar-li el comandament. Estimat per les tropes, Cathelineau va ser proclamat per Louis Marie de Lescure i Maurice D'Elbée com a generalíssim de l'Exèrcit Catòlic i Reial pels caps reunits de la Vendée el 12 de juny de 1793. Els camperols es van inspirar encara més en que un d'ells rebés el comandament de l'exèrcit.

## Mort
Després de passar Angers el 23 de juny de 1793 sense dificultats, l'exèrcit combinat catòlic i reial van liderar la assalt de Nantes el 29 de juny. Cathelineau va aparèixer davant la ciutat de Nantes al capdavant de 40.000 homes, mentre Charette el va ajudar amb 10.000 insurgents de Retz i Bas-Poitou. Cathelineau havia entrat a la ciutat malgrat la resistència del general Jean-Baptiste Camille Canclaux i va atacar la porta de Rennes. Mentre penetrava a Place Viarme, un franctirador li envià un tret per la finestra que va resultar una ferida fatal. Amb el seu líder incapacitat, l'exèrcit Vendéan fou derrotat i aviat es va dividir en faccions. Va ser transportat a Saint-Florent-le-Vieil, on va morir per les seves ferides el 14 de juliol de 1793. El seu cos es troba a la capella Cathelineau de Sant-Florent.
Nombrosos parents de Cathelineau també van morir en la guerra de Vendée i les represàlies que van seguir. La resta de la seva família es va ennoblir sota la restauració borbònica. El seu fill Jacques-Joseph Cathelineau va ser cavaller després de la restauració i el seu net Henry Cathelineau va ser oficial durant la guerra francoprussiana.

## Canonització
Atesa la gran pietat i coratge que Cathelineau va mostrar en defensa de la fe, la seva beatificació es va proposar a finals del segle xix. Les parts més informatives del procés diocesà es van perdre en un incendi dels arxius del bisbat d'Angers durant el bombardeig el 1944. Es manté venerat com un home sant, tot i que l'Església no és reconeguda com a tal.